# Línea Verde del Metro de Brasilia
La Línea Verde: Central ↔ Ceilândia es una de las líneas del Metro de Brasilia.

## Estaciones
| Sigla | Estación                      | Inauguración | Comentarios                                                             |
| ----- | ----------------------------- | ------------ | ----------------------------------------------------------------------- |
| ---   | Central                       | 2001         | Integración gratuita con la Línea Naranja del Metro.                    |
| ---   | Galeria                       | 2001         | Integración gratuita con la Línea Naranja del Metro.                    |
| ---   | 102 Sul                       | 2009         | Integración gratuita con la Línea Naranja del Metro.                    |
| ---   | Estación 104 Sul              | futuro       | En estudio, futura integración gratuita con la Línea Naranja del Metro. |
| ---   | Estación 106 Sul              | 2020         | Integración gratuita con la Línea Naranja del Metro.                    |
| ---   | Estación 108 Sul              | 2008         | Integración gratuita con la Línea Naranja del Metro.                    |
| ---   | Estación 110 Sul              | 2020         | Integración gratuita con la Línea Naranja del Metro.                    |
| ---   | Estación 112 Sul              | 2009         | Integración gratuita con la Línea Naranja del Metro.                    |
| ---   | Estación 114 Sul              | 2001         | Integración gratuita con la Línea Naranja del Metro.                    |
| ---   | Estación Terminal Asa Sul     | 2001         | Integración gratuita con la Línea Naranja del Metro.                    |
| ---   | Estación Shopping             | 2001         | Integración gratuita con la Línea Naranja del Metro.                    |
| ---   | Estación Feira                | 2001         | Integración gratuita con la Línea Naranja del Metro.                    |
| ---   | Estación Guará                | 2010         | Integración gratuita con la Línea Naranja del Metro.                    |
| ---   | Estación Arniqueiras          | 2002         | Integración gratuita con la Línea Naranja del Metro.                    |
| ---   | Estación Águas Claras         | 2001         | Integración gratuita con la Línea Naranja del Metro.                    |
| ---   | Estación Concessionárias      | 2004         |                                                                         |
| ---   | Estación Estrada Parque       | 2020         |                                                                         |
| ---   | Estación Praça do Relógio     | 2001         |                                                                         |
| ---   | Estación Onoyama              | futuro       | En estudio.                                                             |
| ---   | Estación Centro Metropolitano | 2006         |                                                                         |
| ---   | Estación Ceilândia Sul        | 2006         |                                                                         |
| ---   | Estación Guariroba            | 2008         |                                                                         |
| ---   | Estación Ceilândia Centro     | 2008         |                                                                         |
| ---   | Estación Ceilândia Norte      | 2008         |                                                                         |
| ---   | Estación Terminal Ceilândia   | 2008         |                                                                         |